# Anne Charlotte de Lorraine-Brionne

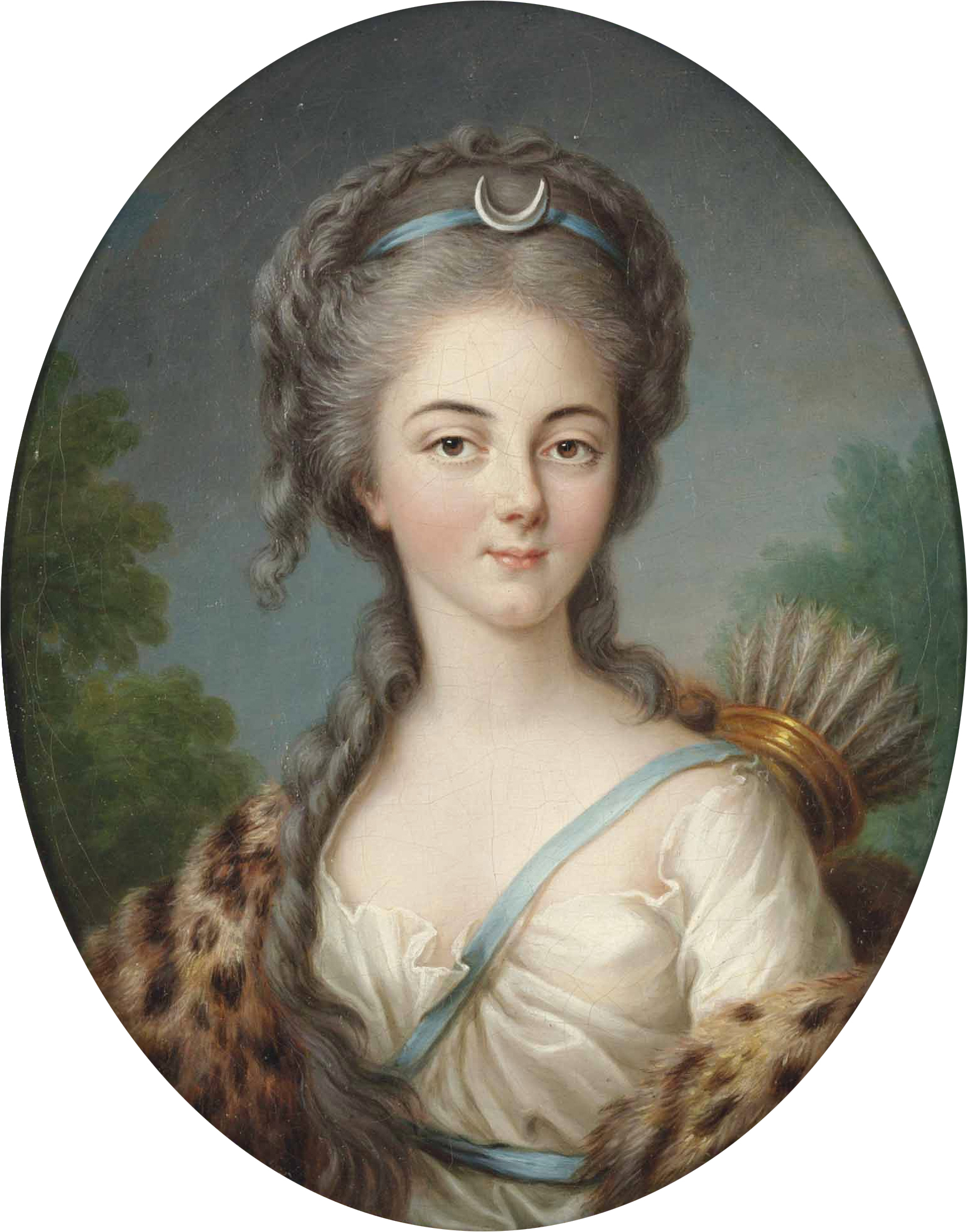
Vigée Le Brun - Anne Charlotte of Lorraine, Mademoiselle de Brionne - National Gallery of Victoria

Anne Charlotte de Lorraine-Brionne, född 1756, död 1786, var en monark inom det tysk-romerska riket som regerande fursteabbedissa av den självstyrande klosterstaten Remiremont i Frankrike mellan 1782 och 1786.

## Biografi
Anne-Charlotte de Lorraine föddes den 11 november 1755, som dotter till Louis-Charles de Lorraine, prins av Lambesc, greve av Brionne, och Louise-Julie-Constance de Rohan-Rochefort. Hon gifte sig aldrig. 
Hon placerades i klostret Remiremont, och valdes den 6 december 1775 till coadjutor för abbedissan Christine av Sachsen. Hon blev abbedissa vid dennes död 1782. Hon inträdde som abbedissa i Remiremont den 19 augusti 1784, och stannade där till mitten av september samma år. Hennes hälsa försämrades och hon verkar inte ha återvänt till klostret därefter. Hon dog i Paris den 24 maj 1786, trettio år gammal.